# Hyrcanana
Hyrcanana là một chi bướm ngày thuộc họ Bướm xanh.